# Simontornya
Simontornya – miasto na Węgrzech, w Komitacie Tolna, w powiecie Tamási.

## Zabytki
- Zamek, który rozpoczął budować w XIII wieku Simon syn Salomona. Najstarszym elementem zamku była wieża zbudowana nad rzeką Sió. Rodzina Lackfi zbudowała skrzydło gotyckie w XIV wieku. W XV wieku zamek stał się własnością królowej Beatrix, żony Macieja Korwina. Marszałek królewski Mózes Buzlay przebudował zamek w renesansowy pałac. W 1545 roku zamek został zdobyty przez Turków.

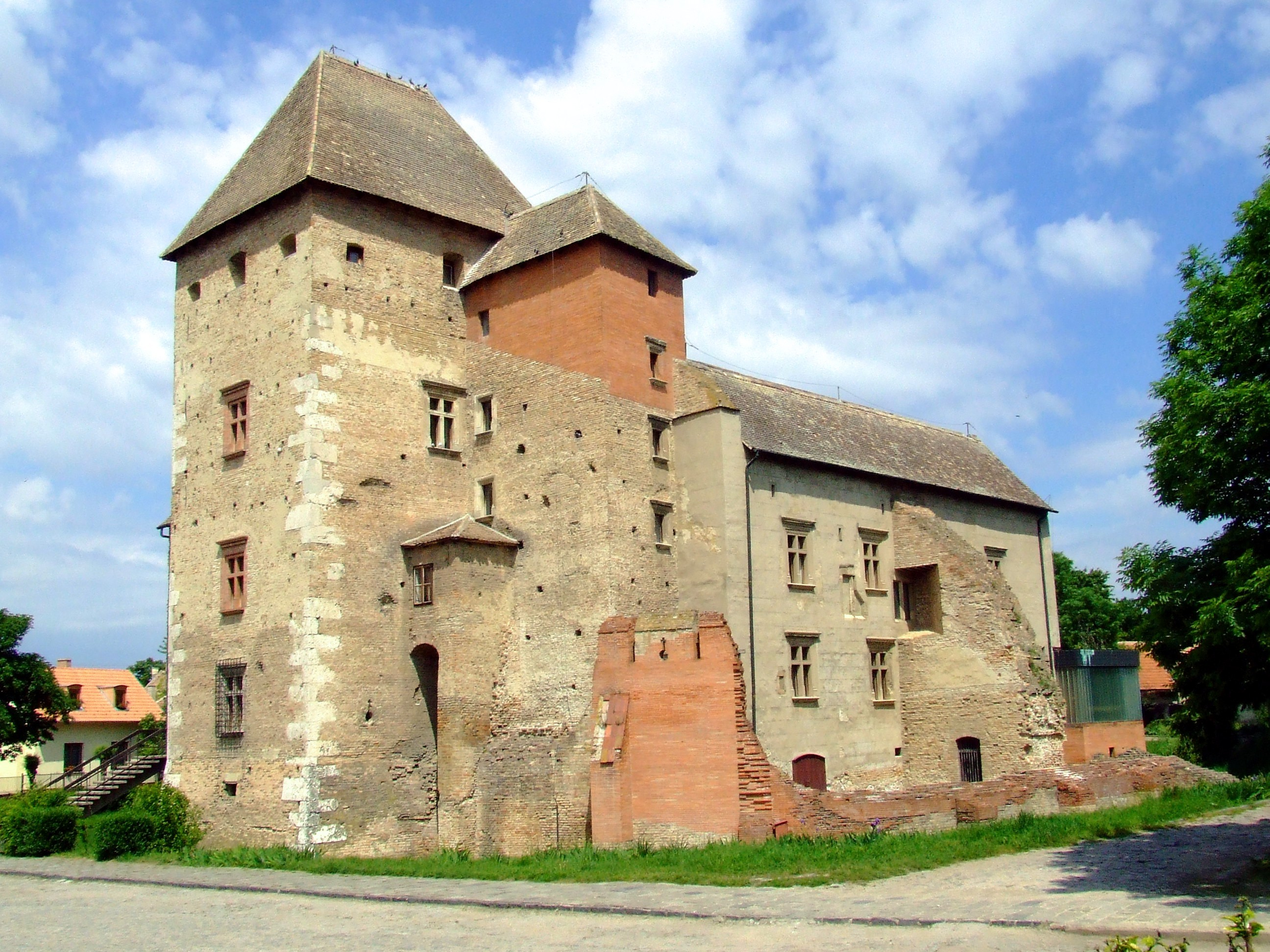
Zamek od południa

- Kościół ewangelicki
- Kościół katolicki

## Miasta partnerskie
- Miercurea Nirajului, Rumunia
- Milies, Grecja
- Urexweiler, Niemcy
- Wernesgrün, Niemcy[1]